# Giovanni da San Giovanni

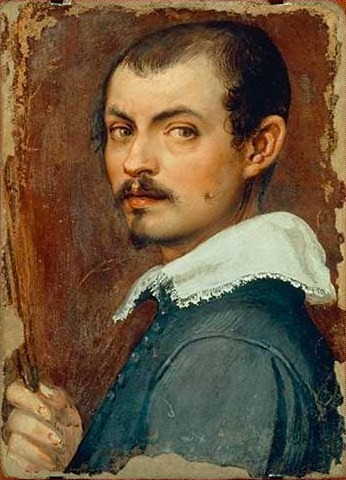
Giovanni da San Giovanni, Selbstporträt, 1616.

Giovanni da San Giovanni (* 20. März 1592 in San Giovanni Valdarno; † 6. Dezember 1636 in Florenz, gebürtig Giovanni Mannozzi) war ein italienischer Maler des Barock.

## Leben und Wirken
Für den Sohn eines Notars war ursprünglich eine klerikale Karriere vorgesehen, jedoch entschied er sich bereits nach kurzer Zeit gegen die Pläne seines Vaters Giovan Battista di Agnolo Mannozzi. Giovanni, der seinen Rufnamen nach seinem Heimatort erhielt, wurde so ab 1608 bei Matteo Rosselli ausgebildet, einem zu dieser Zeit führenden Künstler in Florenz. Wahrscheinlich stand er seit diesen Jahren auch in regem Kontakt mit Giulio Parigi. Ab 1612 ist Giovanni als Mitglied der Accademia del Disegno nachweisbar.

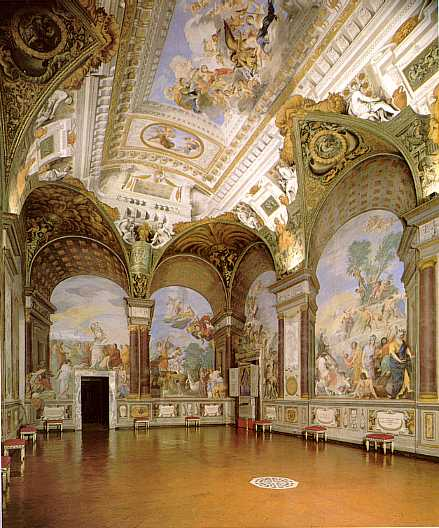
Das letzte, von seinen Schülern vollendete Hauptwerk Giovanni da San Giovannis sind die Fresken im Erdgeschoss des Palazzo Pitti.

Zu den wichtigeren frühen Werken zählen Dekorationen in der Casa Buonarroti und großformatige Fresken in der Kirche Ognissanti. Ab 1617 gilt er offiziell als Hofmaler der Medici. Mehrere Aufträge der Folgejahre galten der malerischen Dekoration von Palastfassaden und sind deshalb heute nicht mehr oder nur sehr fragmentarisch erhalten, eine Ausnahme stellt die 1619/20 gemeinsam mit Parigi angefertigte Bemalung der zur Piazza Santa Croce gelegenen Schaufassade des Palazzo dell’Antella dar. Zwischen den Jahren 1621 und 1628 hält er sich – anfänglich gemeinsam mit Francesco Furini – in Rom auf und führt hier zahlreiche Werke aus, anschließend kehrt er in die Toskana zurück. Der letzte große Auftrag, die Ausmalung eines Salone im Erdgeschoss des Palazzo Pitti, wurde vom Tod Giovanni da San Giovannis unterbrochen, die Fresken wurden später von Schülern und befreundeten Malern (darunter Furini) vollendet.

## Werke (Auswahl)
- Darstellungen aus dem Leben Michelangelos in der Casa Buonarroti, ab 1615.
- Engelschöre und Szenen aus dem Leben des Heiligen Franziskus in der Florentiner Kirche Ognissanti, ab 1616.
- Fassadenbemalung des Palazzo dell’Antella, 1619/20.
- Allegorische Verklärung der Stadt Florenz und der Medici im Palazzo Pitti, 1635–36.